# 陳禧
陳禧（15世紀—16世紀），字天祐，廣東高州府化州樂嶺人，明朝政治人物。

## 生平
陳禧是正德二年（1507年）的舉人，授上猶教諭，以教育人才為己任，不論寒暑照樣講學，士子們都慕名學習，嘉靖七年（1528年）督學趙竹岡到上猶考核士子，以他緣故而比昔日取錄三倍學生，自此上猶士人奮勵自持，文風大振。之後他調任松江通判，陞國子監助教，在北京去世，訃聞傳到上猶，士子為他設靈哭泣。

## 家族
兒子陳珪，是嘉靖八年進士。

## 引用
1. 1 2  光緒《化州志·卷十·人物志》：陳禧，州之樂嶺人，正德丁卯鄉薦，任上猶教諭，樂於造士，士皆環至受業，督學趙竹岡極加嘆賞，以禧故送學三倍，後遷國學助教，猶士猶從之不絕，祀上猶名宦。……陳珪，字禹成，禧之子也，嘉靖丁丑【己丑】弱冠成進士……
2. ↑  光緒《高州府志·卷三十七·人物十》：陳禧，字天祐，化州人，正德丁卯薦於鄉，任上猶教諭，造士有方，耳提面命，受業者環立門墻，趙竹岡督學賞嘆，以禧故取錄倍額，後遷國學助教，猶士從遊不絕，仕至松江通判。 乾隆志鄉賢傳，上猶祀名宦
3. ↑  光緒《上猶縣志·卷九·官師志》：陳禧，廣東化州舉人，嘉靖間任教諭，以造育人才為己任，講學課藝寒暑不輟，戊子春督學竹崗趙公試猶士，拔取者三倍於昔，猶士始自奮勵，文風大振；陞北京國子助教，卒於京，訃聞至猶，庠諸生為設位哭之。